# César Batlle Pacheco
César Batlle Pacheco (Montevideo, 1885 - ibídem, 1966) fou un polític i periodista uruguaià. Fill del president José Batlle y Ordóñez i de Matilde Pacheco Stewart. Germà dels polítics Rafael i Lorenzo Batlle Pacheco, els tres van tenir una destacadíssima actuació periodística al diari colorado El Día. Va ser un gran rival del seu cosí, el president Luis Batlle Berres. Va ser membre del Consell Nacional de Govern de l'Uruguai (1959-1963). Va ser també President del Club Atlético Peñarol i de l'Associació Uruguaiana de Futbol.